# Телурати
Телура́ти — солі ортотелурової H6TeO6 та метателурової H2TeO4 кислот.
У природі телурати зустрічаються у вигляді дуже рідкісних мінералів:
- телурат бісмуту — мінерал монтаніт Bi2TeO4[OH]4;
- телурат міді — мінерал тейнеїт Cu[(Te, S)O4]·2H2O.